# Daniel Yanofsky
Daniel Abraham Yanofsky (25. března 1925 – 5. března 2000) byl prvním kanadským šachovým velmistrem, osminásobným kanadským šachovým šampionem, šachovým spisovatelem, šachovým rozhodčím a právníkem.

## Mládí
Yanofsky se narodil v židovské rodině v Brody v Polsku (nyní západní Ukrajina), přičemž do Kanady se s rodiči přestěhoval, když mu bylo osm měsíců. Tam se jeho rodina usadila ve Winnipegu.

## Šachová kariéra

### První úspěchy
Šachy se naučil hrát ve věku osmi let. V roce 1937 vyhrál ve věku 12 let šachové mistrovství provincie Manitoba. Ve stejném roce vyhrál v Torontu uzavřené šachové mistrovství Kanady. V roce 1939 v pouhých 14 letech hrál za Kanadu na šachové olympiádě v Buenos Aires. Byl považován ze senzaci turnaje, jelikož dosáhl nejvyššího skóre na druhé šachovnici. Své první šachové mistrovství Kanady vyhrál ve Winnipegu v roce 1941 – tehdy mu bylo 16 let. Vyhrál také šachový turnaj ve Ventor City, když dosáhl 6,5 bodů stejně jako Herman Steiner.

### První GM Commonwealthu
V roce 1946 se Yanofsky ve věku 21 let zúčastnil prvního silného poválečného turnaje, který se konal v Groningenu. Na tomto turnaji porazil Michaila Botvinnika, který později turnaj vyhrál. Během následujících dvou let hrál na několika dalších evropských akcích, kde jeho nejlepším výsledkem bylo druhé místo hned za Miguelem Najdorfem v Barceloně v roce 1946. Reprezentoval Kanadu na několika mezipásmových turnajích. V roce 1953 vyhrál britský šampionát . Na šachovém turnaji v Dallasu (1957) dosáhl Yanofsky první velmistrovské normy vítězstvím nad Samuelem Reshevským, Friðrikem Ólafssonem a Larry Evansem. Jeho vystoupení na 16. šachové olympiádě v Tel Avivu v roce 1964 mu vyneslo druhou velmistrovskou normu a tím pádem i titul velmistra. Stal se tak prvním velmistrem vychovaným ve společenství Commonwealthu.

### Osmkrát kanadským šampionem
Yanofsky vyhrál tento šampionát v letech 1943, 1945, 1947, 1953, 1959, 1963 a 1965.

## Studium
Kromě krátkého období v letech 1946 až 1948 se šachu Yanofsky plně nikdy nevěnoval. V letech 1941 až 1944 studoval na Manitobské univerzitě. Na konci studia získal titul v oboru věda.